# Царь горы (фильм)
«Царь горы» (англ. King of the Hill) — американский художественный фильм, семейная драма режиссёра Стивена Содерберга, повествующая о Эроне, подростке живущем во время Великой депрессии. Премьера ленты состоялась на международном Каннском кинофестивале, где она конкурировала за главную награду.

## Сюжет
Детство Эрона пришлось на тридцатые годы двадцатого века, годы Великой американской депрессии. Выпавшие на его долю несчастья не могут сломить характер главного героя, а наоборот, закаляют его.
Благодаря смекалке и находчивости Эрону удается не только преодолеть трудности, но и во многом преуспеть и многое понять в окружающем мире.

## В ролях
- Джесси Брэдфорд — Аарон
- Йерун Краббе — Мистер Курлэндер
- Лиза Айкхорн — Мисси Курлэндер
- Карен Аллен — Мисс Мэти
- Сполдинг Грэй — Мистер Манго
- Элизабет Макговерн — Лидия
- Эдриен Броуди — Лестер
- Джоуи Хилл — Бен
- Джон МакКоннелл — Патрульный Бёрнс
- Эмбер Бенсон — Элла МакШейн
- Кристин Гриифит — Миссис МакШейн
- Крис Семплс — Билли Томпсон
- Пегги Фрэйзен — Миссис Томпсон
- Кэтрин Хайгл — Кристина Себастьян
- Лорин Хилл — Лифтёрша